# Mesoprionus besikanus
Mesoprionus besikanus es una especie de escarabajo longicornio del género Mesoprionus, categorizada en la tribu Prionini, de la subfamilia Prioninae. Fue descrita por Fairmaire en 1855.
El período de actividad en ejemplares adultos se presenta regularmente entre abril y agosto. Existe un ejemplar de la especie en el museo Nacional de Historia Natural de Francia.

## Descripción
Mide 23-50 mm de longitud.

## Distribución
Se distribuye por Albania, Bulgaria, Siria, Israel, Chipre, Grecia, Jordania, Líbano, Macedonia, Serbia y Turquía.